# Adrien Duvillard (sciatore 1934)
Adrien Joseph Duvillard (Megève, 7 novembre 1934 – Megève, 14 febbraio 2017) è stato uno sciatore alpino francese.
Per evitare l'omonimia con il figlio, a volte è indicato come Adrien Duvillard senior.

## Biografia
Adrien Duvillard, originario di Megève, proveniva da una famiglia di grandi tradizioni nello sci alpino: era fratello di Henri, padre di Adrien, suocero di Sophie Lefranc, cognato di Britt Lafforgue (a sua volta figlia di Maurice e della svedese May Nilsson, nipote dello svedese Åke Nilsson, sorella gemella di Ingrid) e zio di Julie e Kristina (a sua volta moglie di Frédéric Covili), tutti sciatori di alto livello.

### Carriera sciistica

#### Stagioni 1952-1955
Sciatore polivalente membro della nazionale francese dal 1953 al 1962, debuttò in campo internazionale in occasione del trofeo 3-Tre 1952 (San Martino di Castrozza, 10-13 gennaio), dove si classificò 2º e 3º nei due slalom giganti disputati, e al trofeo Arlberg-Kandahar dello stesso anno (Chamonix, 14-16 marzo) si piazzò 35º nella discesa libera, 18º nello slalom speciale e 25º nella combinata; nel 1953 fu 3º nella discesa libera dell'Otto Furrer Memorial (Zermatt, 20-22 marzo) e l'anno dopo nel medesimo trofeo si classificò 2º nella discesa libera (Zermatt, 19-21 marzo).
Nel 1955 si piazzò 3º nello slalom speciale e nella combinata del trofeo del Lauberhorn (Wengen, 8-9 gennaio), 3º nella discesa libera dell'Hahnenkamm (Kitzbühel, 15-16 gennaio), 2º nello slalom gigante della settimana internazionale del Monte Bianco (Megève/Saint-Gervais-les-Bains, 19-23 gennaio), 3º nella discesa libera pre-olimpica del trofeo Ilio Colli (Cortina d'Ampezzo, 12 febbraio), 2º nella discesa libera del trofeo Tre Funivie (Sestriere, 20-21 febbraio), 3º nello slalom speciale degli International American Championships (Stowe, 18-20 marzo) e 3º nello slalom speciale della Harriman Cup (Sun Valley, 26-27 marzo).

#### Stagioni 1956-1960
Nel 1956 fu 3º nello slalom speciale dell'Internationalen Adelbodner Skitage (Adelboden, 2-3 gennaio) e ai successivi VII Giochi olimpici invernali di Cortina d'Ampezzo 1956 (26 gennaio-5 febbraio), suo esordio olimpico e iridato, si classificò 4º nello slalom gigante, 38º nello slalom speciale e non completò la discesa libera; nel 1957 non ottenne risultati di rilievo, mentre l'anno dopo partecipò ai Mondiali di Badgastein 1958 (2-9 febbraio), piazzandosi 5º nella discesa libera e 8º nello slalom gigante, e vinse lo slalom speciale della 3-Tre (Madonna di Campiglio, 14-16 febbraio) e la discesa libera dell'Otto Furrer Memorial (Zermatt, 14-16 marzo), dove fu anche 3º nella combinata.
Nel 1959 si classificò 2º nella discesa libera e 3º nella combinata della Coupe Émile Allais (Megève, 23-25 gennaio) e vinse il trofeo di slalom gigante del Grand Prix du Maurienne (La Toussuire, 5-6 aprile), piazzandosi 1º e 2º nelle due gare disputate; l'anno dopo conquistò la discesa libera della Streif al trofeo dell'Hahnenkamm (Kitzbühel, 15-17 gennaio) e ai successivi VIII Giochi olimpici invernali di Squaw Valley 1960 (19-27 febbraio), sua ultima presenza olimpica, fu 10º nello slalom gigante e non completò la discesa libera e lo slalom speciale. Nel prosieguo di quella stagione 1959-1960 vinse la combinata della Harriman Cup (Sun Valley, 5-6 marzo), si classificò 3º nella discesa libera degli International American Championships (Stowe, 11-13 marzo) e vinse quella dell'Arlberg-Kandahar (Sestriere, 1-3 aprile), dove s'impose anche nella combinata.

#### Stagioni 1961-1962
Nella stagione 1960-1961 si piazzò 3º nella discesa libera del Criterium de la première neige (Val-d'Isère, 16-18 dicembre), 2º nella discesa libera e nella combinata della Coupe Émile Allais (Megève, 27-29 gennaio), vinse la discesa libera della Coppa dei Tre Comuni Ladini (Val Gardena, 11-12 febbraio) e fu 2º nel Grand Prix du Maurienne (La Toussuire, 18-19 marzo), classificandosi 2º e 3º nei due slalom giganti disputati.
Nella stagione 1961-1962 vinse lo slalom speciale e la combinata e si piazzò 3º nello slalom gigante del Criterium de la première neige (Val-d'Isère, 14-17 dicembre), fu 2º nella combinata del trofeo Ilio Colli (Cortina d'Ampezzo, 27-28 gennaio) e ai Mondiali di Chamonix 1962 (10-18 febbraio), suo congedo agonistico, si classificò 9º nella discesa libera, 4º nello slalom gigante e non completò lo slalom speciale.

### Altre attività
Nel 1962 passò al professionismo; morì nel 2017, all'età di 82 anni, a seguito di un arresto cardiaco occorsogli dopo una caduta mentre stava sciando sulle piste di Megève.

## Palmarès

### Classiche
3-Tre
- 1 vittoria (slalom speciale a Madonna di Campiglio 1958)

Arlberg-Kandahar
- 2 vittorie (discesa libera, combinata a Sestriere 1960)

Coppa dei Tre Comuni Ladini
- 1 vittoria (discesa libera a Val Gardena 1961)

Criterium de la première neige
- 2 vittorie (slalom speciale, combinata a Val-d'Isère 1961)

Grand Prix du Maurienne
- 2 vittorie (generale, slalom gigante a La Toussuire 1959)

Hahnenkamm
- 1 vittoria (discesa libera a Kitzbühel 1960)

Harriman Cup
- 1 vittoria (combinata a Sun Valley 1960)

Otto Furrer Memorial
- 1 vittoria (discesa libera a Zermatt 1958)

### Campionati francesi
- 3 ori (discesa libera nel 1955; discesa libera, combinata nel 1961)[senza fonte]

## Riconoscimenti
- Gloire du sport (2011)[32]